# Ruili
Ruili (瑞丽 ; pinyin : Ruìlì) est une ville de Chine située dans la province du Yunnan et frontalière de la Birmanie. C'est une ville-district, chef-lieu de la préfecture autonome dai et jingpo de Dehong.

## Démographie

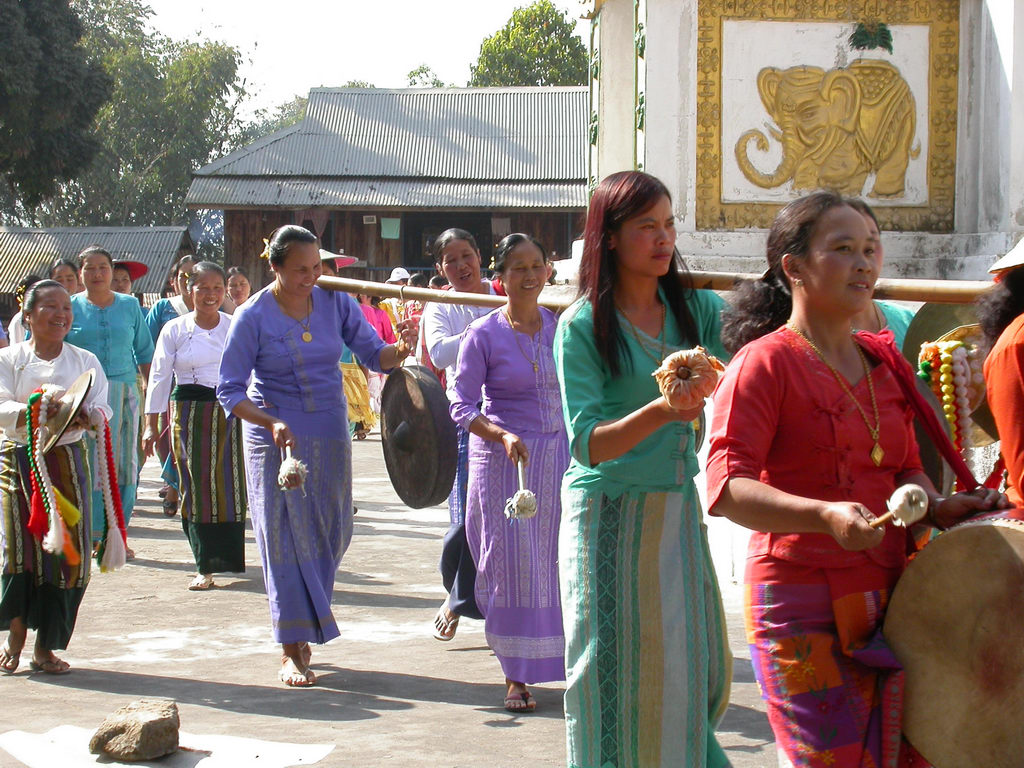
Cérémonie à la pagode Jiele (2009)

La population du district était de 108 298 habitants en 1999. Elle est constituée à 64 % de membres de cinq minorités ethniques : Dai, Jingpo, Deang, Lisu, Achang.
Les Han et les Dai vivent surtout dans la plaine et en ville, les Jingpo et les Deang dans les collines avoisinantes.

## Économie
La ville est un important point de passage vers la ville birmane de Muse, située de l'autre côté de la Shweli, un affluent de l'Irrawaddy qui constitue à cet endroit la frontière birmane. Le commerce, légal et illégal, est florissant. La prostitution et le trafic de drogues ne sont pas inhabituels,.

## Monuments
La pagode Jiele (2009) est un ensemble de stûpas de style thaï et birman.